# پاولوو

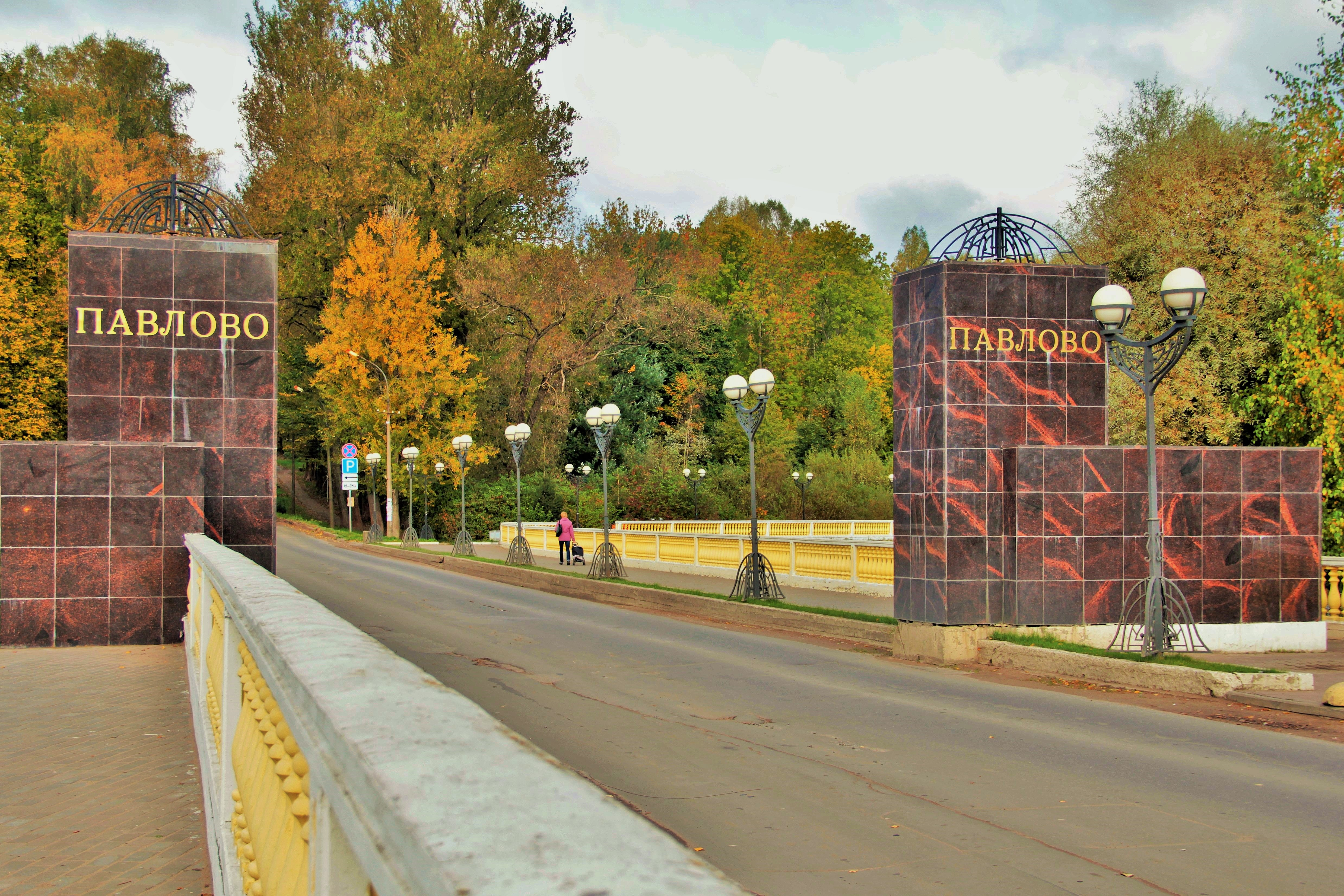

پاولوو، روستایی در منطقه وسولوژسکی، استان لنینگراد است که جزئی از شهرک شهری کلتوشسکویه محسوب می‌شود.
در این روستا، شعبه‌ای از مؤسسه فیزیولوژی به نام ای. پی. پاولوف (آکادمی علوم روسیه) قرار دارد.

## نام‌گذاری
این روستا به افتخار ایوان پاولوف، فیزیولوژیست برجسته روس، نام‌گذاری شده است.

## تاریخچه
تاریخچه روستای «پاولوو» و دهکده «کلتوشی» تا اوایل دهه ۱۹۲۰ به هم گره خورده است، زیرا این دو مکان قبلاً یک نقطه سکونتگاهی بودند.

### آزمایشگاه در کلتوشی
در سال ۱۹۲۶، یک ایستگاه زیستی به نام «آزمایشگاه کلتوشی» در کلتوشی ایجاد شد. این آزمایشگاه به مؤسسه پزشکی تجربی تعلق داشت و دولت شوروی بیش از ۱۲ میلیون روبل برای آن در اختیار پاولوف قرار داد. در ابتدا، ایستگاه در ساختمانی کوچک و نامناسب در ملک پیشین سرگئی آرکادیویچ دِ کارریر قرار داشت. به همین دلیل، کلتوشی «پایتخت بازتاب‌های شرطی» نامیده شد.
ساخت شهرک علمی پاولوو از سال ۱۹۲۹ آغاز شد و در سال ۱۹۳۲ به پایان رسید. در اوایل سال ۱۹۳۳، فعالیت‌های پژوهشی در این شهرک آغاز شد.
در زمان زندگی ایوان پاولوف، این شهرک میزبان شخصیت‌های برجسته‌ای چون فیزیکدان نیلز بور، هنرمندان میخائیل نستروف و آرکادی ریلوف، و نویسنده علمی-تخیلی هربرت جرج ولز بود.
در ۱ ژانویه ۱۹۳۸، شهرک پاولوو به عنوان بخشی از «شورای روستایی کلتوشی» در منطقه وسولوژسکی ثبت شد. در همان سال، جمعیت آن ۶۰۹ نفر بود.

### دوران جنگ
در طول جنگ، لودمیلا آلکسیونا وربیتسکایا در پاولوو زندگی می‌کرد.

### پس از جنگ
از سال ۱۹۴۳ تا ۱۹۴۹، خانواده‌های مقامات ارشد حزبی و دولتی لنینگراد در خانه‌های متعلق به مؤسسه پاولوف ساکن شدند. طبق اسناد پرونده لنینگراد، این افراد از زمین‌های کشاورزی مؤسسه برای باغ‌های خصوصی، و از منابع مؤسسه برای نگهداری خوک‌ها، سگ‌های شکاری و مرغ‌ها استفاده می‌کردند.